# Teofil Lenartowicz

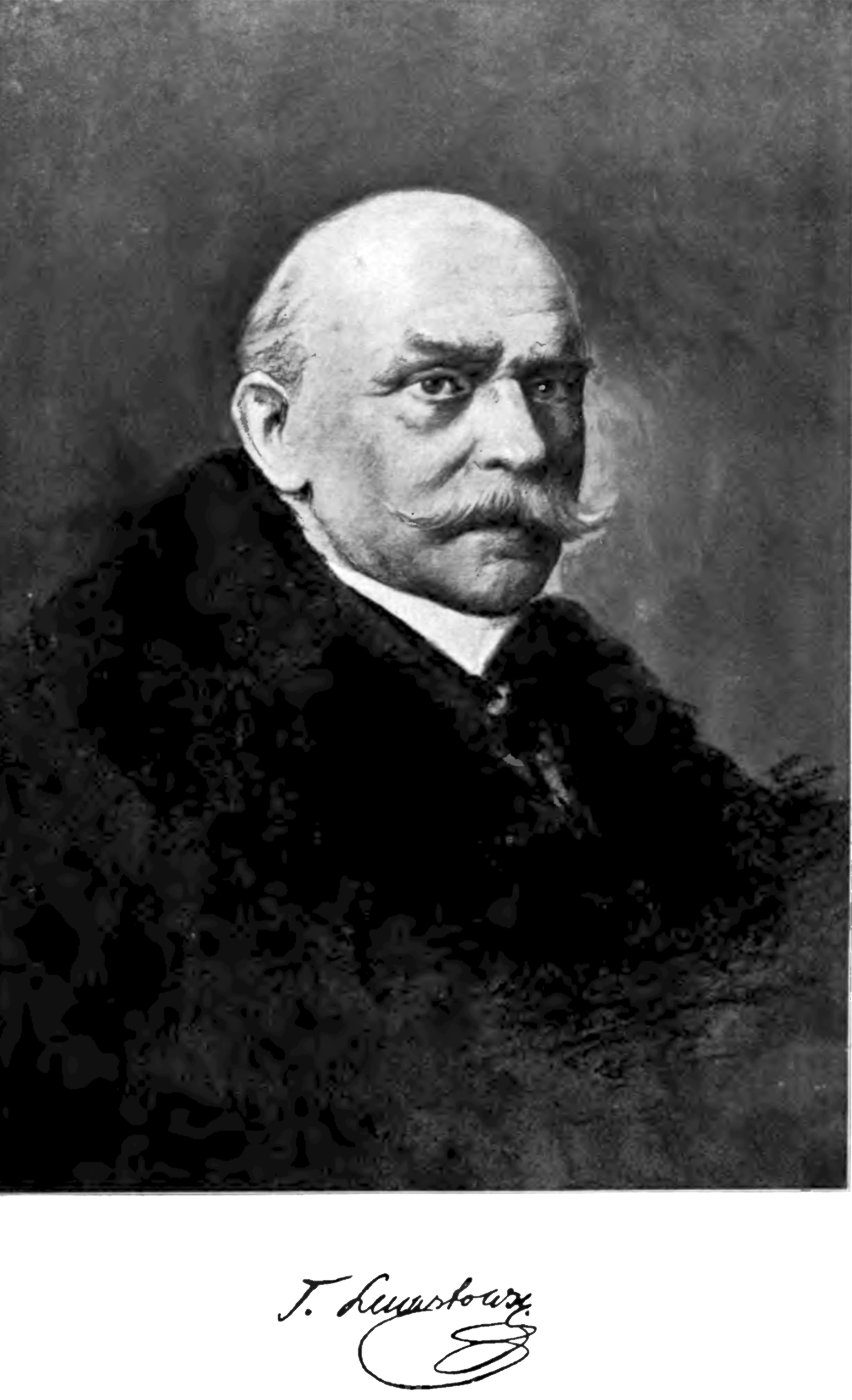
Teofil Lenartowicz

Teofil Aleksander Lenartowicz (* 27. Februar 1822 in Warschau; † 3. Februar 1893 in Florenz) war ein polnischer Dichter.
Teofil Lenartowicz (sprich: Lenartówitsch) bildete sich meist durch Selbststudium, arbeitete eine Zeit lang als Praktikant beim Warschauer Landesgericht, ging aber 1848 ins Ausland, wo er sich 1851 in Paris, später in Rom und schließlich in Florenz niederließ.
Lenartowicz war ein Volkssänger, dessen Lieder, unter dem Titel Lirenka Teofila Lenartowicza herausgegeben, durch einfache Schönheit der Form und des Inhalts anmuten und zu den schönsten Perlen der polnischen Poesie gehören.
Unter seinen größeren Dichtungen sind die namhaftesten:
- Die Begeisterung
- Kościuszko
- Die heilige Sophia
- Das polnische Land in Bildern
- Die Schlacht von Raclawice
- Der Gladiator etc.

Weiter erschienen von ihm ein Band Briefe über Adam Mickiewicz (Paris 1875). Die Gattin des Dichters war die Malerin und Bildhauerin Zofia Szymanowska.